# Louis-François L'Héritier
Louis-François L'Héritier, aussi connu sous le nom de L'Héritier de l'Ain (Bourg-en-Bresse, 30 mai 1788 - Paris, 14 juillet 1852) est un auteur dramatique, essayiste, romancier et journaliste français.

## Biographie
Il collabore à divers journaux libéraux et écrit plusieurs romans avec Henri Ducor. On lui doit aussi des traductions comme Histoire des révolutions des Pays-Bas de Friedrich von Schiller (1833) ou Les Veillées allemandes, chroniques, contes, traditions et croyances populaires de Jacob Grimm et Wilhelm Grimm (1838).

## Œuvres
- Description d'un instrument servant à faciliter le tracé des tranchées dans l'attaque des places, 1811.
- Épître à Chénier, 1813.
- Le Diable boiteux à Paris, comédie épisodique en 1 acte, mêlée de couplets, 1814.
- Les Veillées d'une captive, avec Antony Béraud et Auguste Imbert, 1818.
- Lettres à David, sur le Salon de 1819, avec Émile Deschamps et Henri de Latouche, gravure de Ambroise Tardieu, 1819.
- Le Champ d'asile, tableau topographique et historique du Texas, 1819.
- Les Fastes de la gloire ou les Braves recommandés à la postérité, monument élevé aux défenseurs de la Patrie, par une Société d'hommes de lettres et de militaires, 5 vol., 1818-1822.
- Précis, ou Histoire abrégée des guerres de la Révolution française, depuis 1792 jusqu'à 1815, avec Pierre-François Tissot, 1821.
- Dernières Lettres de deux amants de Barcelone, avec Henri de Latouche, 1822.
- Le Convoi de Louis XIV, scène historique inédite, 1828.
- Mémoires de Vidocq, chef de la police de sûreté jusqu'en 1827, aujourd'hui propriétaire et fabricant de papiers à Saint-Mandé, 4 vol., 1828-1829.
- Mémoires et Souvenirs d'un pair de France, 4 vol., 1828-1830.
- Les Malheurs d'une libérée, 1829.
- Mémoires pour servir à l'histoire de la Révolution française, par Sanson, exécuteur des arrêts criminels pendant la Révolution, avec Honoré de Balzac, 1829.
- Aventures d'un marin de la Garde impériale, prisonnier de guerre sur les pontons espagnols, dans l'île de Cabrera et en Russie, roman, avec Ducor, 1833.
- La République, histoire de la famille Clairvent, 2 vol., 1833.
- Le Prêche et la Messe, roman chronique des guerres de religion pendant le XVIe siècle, 2 vol., 1835.
- Le roi règne et peut gouverner, 1838.
- De la Constitution de la Chambre des Pairs, 1841.
- Plutarque drôlatique, vie publique et grotesque des illustres de ce temps-ci, 1841-1843.
- Le Médecin de soi-même, moyen sûr et peu coûteux de se préserver et de se guérir de toutes les maladies, 1844.
- Le Pharmacien de soi-même, complément indispensable du « Médecin de soi-même » et correctif nécessaire de la médication de M. Raspail, contenant plus de 750 recettes ou formules… ou Petite Pharmacopée populaire à l'usage des villes et villages et des praticiens de campagne, 1845.
- Les Mystères de la vie du monde, du demi-monde et du quart de monde, ou La vie d'aujourd'hui, roman, 1868.